# Dysgonia europa
Dysgonia europa är en fjärilsart som beskrevs av Karl Schawerda 1912. Dysgonia europa ingår i släktet Dysgonia och familjen nattflyn. Inga underarter finns listade i Catalogue of Life.